# TigriSat

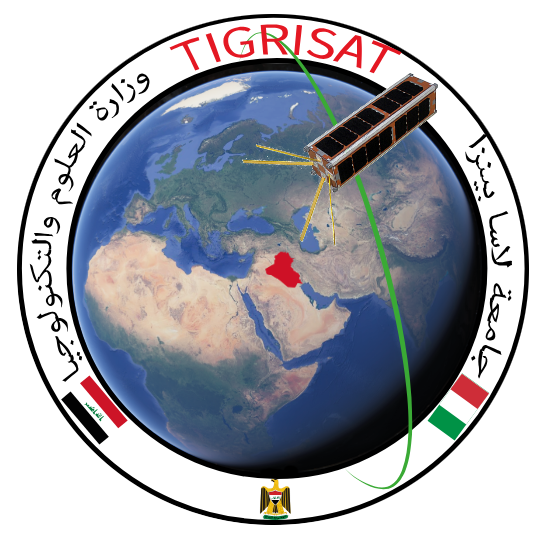
Logo der Tigrisat-Satellitenmission

TigriSat ist der erste irakische Satellit. Er wurde von irakischen Studenten an der italienischen Universität La Sapienza in Rom entwickelt, um Sandstürme im Irak zu beobachten.

## Technische Daten
TigriSat ist ein 3U-Cubesat, der etwa 3 kg wiegt und durch Solarzellen und Batterien mit Strom versorgt wird. Er ist mit einer RGB-Kamera für Sandsturmdetektion und einer VHF/UHF-Antenne zur Telemetrieübertragung ausgerüstet. Des Weiteren hat er eine S-Band-Antenne an Bord. TigriSat nutzt Bodenstationen sowohl in Rom als auch in Bagdad, an welche er Daten mit 435,0 MHz im Downlink überträgt.

## Missionsverlauf
Der Satellit wurde am 19. Juni 2014 auf einer russischen Dnepr-Trägerrakete vom Kosmodrom Jasny zusammen mit 36 anderen Satelliten in eine sonnensynchrone Umlaufbahn gestartet. TigriSat war beim Start an dem größeren Satelliten UniSat 6 befestigt und wurde von ihm in seinen Endorbit ausgesetzt. Stand Februar 2023 ist er weiterhin aktiv.